# Георги Саров
Георги Йоргакиев Саров с псевдоними Кубрат и Хаджи Серафим е български свещеник и революционер, деец на Вътрешната македоно-одринска революционна организация, един от най-дейните революционери в Малкотърновския революционен район.

## Биография
Роден е в лозенградското село Пирок в 1869 година. Учи в родното си село и в Лозенград и негов учител е Петър Киприлов. Георги Саров става учител на 16 години и след това свещеник. Жени се и е изпратен от владиката в нова енория. Установява се в Паспалово, където къщата му служи за укритие на нелегални дейци за освобождение. През есента на 1898 година го посещава преминалият в нелегалност деец на ВМОРО Лазар Маджаров, по чията препоръка към къщата ми е направено подземно скривалище. Домът на Георги Саров става центъра в селото на Вътрешната македоно-одринска революционна организация. Саров взема активно участие в изграждане на комитетските мрежи. В село Паспалово се създава комитет на ВМОРО, за чийто председател е избран поп Георги Саров. Той ръководи преминаване на границата и пренасяне на пушки за организацията. Саров участва в Илинденско-Преображенското въстание. След неуспеха на въстанието поп Георги се мести със семейството си в България, където е свещеник две години в ямболското село Първенец, а след това една година в Сливен, а после в село Белеврен и накрая в село Бата, Поморийско.
Умира в 1910 година в село Бата.
Син на поп Георги Саров е Никола Георгиев Саров, македоно-одрински опълченец, местоживеене в Батаджик, праматарин, IV отделение, записан в 1 рота на Лозенградската партизанска дружина, носител на сребърен медал „За заслуга“.